# Galip Haktanır
Galip Haktanır (İznik, 1º agosto 1921 – 30 settembre 2023) è stato un calciatore e allenatore di calcio turco.

## Carriera
Per tutta la sua carriera, durata 16 anni (1938-54), giocò nel Vefa Spor Kulübü. Dal 1948 al 1950 fece parte della nazionale turca, disputando in tutto cinque incontri: fu convocato anche per le Olimpiadi del 1948, restando però in panchina. Nel 1950 prese parte a un'amichevole tra Turchia e Israele.
Ha allenato il Vefaspor tra il 1956 e il 1968 non in maniera continuativa.
Galip Haktanır è morto nel 2023. Coi suoi 102 anni era il membro della nazionale turca più anziano ancora in vita.